# شفط فوق العانة
شفط فوق العانة أو رشف فوق العانة أو رشف بالإبرة فوق العانة (بالإنجليزية: Suprapubic aspiration)‏ ويُدعى اختصاراً SPA، هو إجراء طبي يتضمن إدخال إبرة بشكلٍ مباشر إلى كيس المثانة الذي يقع مباشرةً فوق عظم العانة. ويمكن استخدامها كطريقة لأخذ عينة بول من الأطفال غير المدربين على استخدام المرحاض في محاولة لتشخيص التهاب المسالك البولية.